# Пресвето сърце Исусово (Битоля)
„Пресвето Сърце Исусово“ (на македонска литературна норма: „Пресвето Срце Исусово“) е църква в Битоля, Северна Македония, съкатедрала на Скопската епископия на Римокатолическата църква.
Църквата е разположена на главната улица в града Широк сокак.
Първата католическа енория в Битоля е създадена в 1856 година от мисията на французите лазаристи. Пръв свещеник е отец Жозеф-Жан Лепавек (1806 - 1875). В 1857 година Лепавек купува от битолския валия Реджеп паша хотел „Локанда“ на Широк сокак. Хотелът с площ от 12 000 m2 е изграден за нуждите на турската войска. На мансардата Лепавек прави малък параклис „Пресвето Сърце Исусово“, в който на Великден 1857 година отслужва първата света литургия. Мисията, ползваща се с подкрепата на френското консулство, изгражда и училище и интернат. В 1870 година мястото, където е днешната църква, е изградена нова католическа църква в бароков стил. Тя обаче изгаря в 1900 година и на нейно място в 1909 година е изградена днешната в неоготически френски стил.
Архитектите на църквата са французи, но строителите са местни майстори. Църквата има три олтара, много икони и статуи с различна големина и кръщелня. Главният олтар от кестеново дърво, в готически немски стил, е изработен в Мюнхен, Германия. Останалите два по-малки олтара са изработени в неоготически френски стил. Новият олтар както и амвонът са изработени в 1975 година от орехово дърво и са резбовани от битолчанина Георги Караджов. Доминираща е статуята на Пресветото Сърце Исусово, която се намира в центъра на главния олтар. Камбанарията на църквата е изградена в периода 1938 – 1940 година и е подарък от словенските вярващи. Църквата има много богата библиотека и архивен фонд за Лазаристката мисия и училищата, отворени в Битоля за пропаганда на католицизма.